# Pseudonicsara finister
Pseudonicsara finister är en insektsart som beskrevs av Sigfrid Ingrisch 2009. Pseudonicsara finister ingår i släktet Pseudonicsara och familjen vårtbitare. Inga underarter finns listade i Catalogue of Life.